# Şinasi

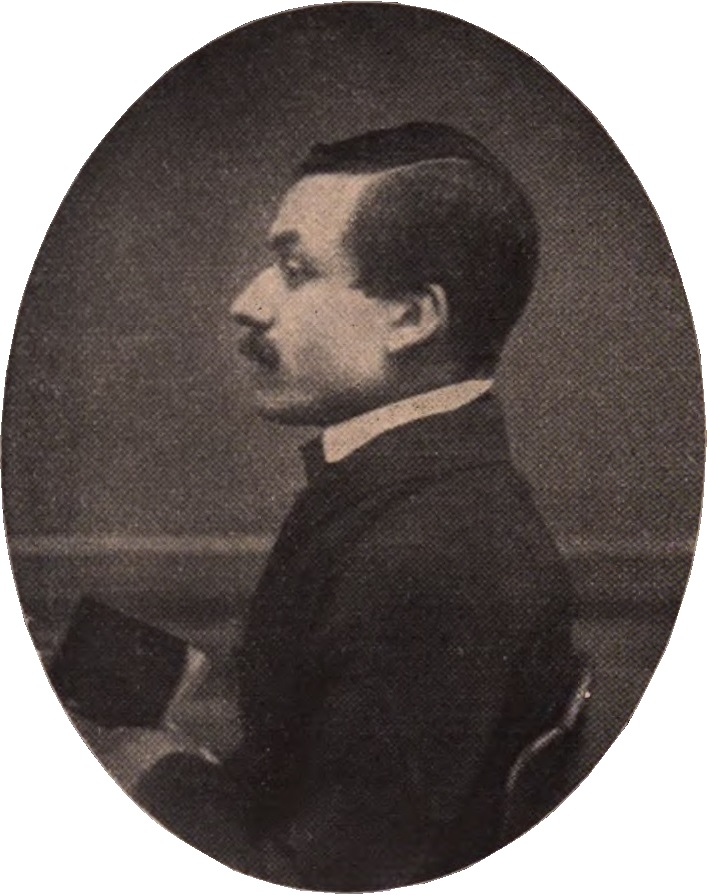
İbrahim Şinasi

İbrahim Şinasi (* 5. August 1826 in Konstantinopel; † 13. September 1871 ebenda) war ein osmanischer Autor, Journalist und Übersetzer. Er gilt als einer der wichtigsten Autoren der Tanzimatzeit.

## Leben
İbrahim Şinasi begann seine Karriere als Beamter in der osmanischen Verwaltung, wo er Arabisch, Persisch und Französisch lernte.
Von 1849 bis 1853 studierte er auf Weisung Mustafa Reşid Paschas fünf Jahre in Paris, wo er Kontakt mit französischer Literatur und französischen Intellektuellen hatte, unter anderem wurde er Mitglied der Société asiatique.
Während seiner Zeit in Paris übersetzte er verschiedene Werke aus dem Französischen ins Türkische. Ab 1860 war er Mitherausgeber der Zeitung Tercüman-i ahvâl („Dolmetscher der Verhältnisse“), 1862 gründete er seine eigene Zeitung Tasvir-i Efkâr („Erleuchtung der Gedanken“), die erste wirklich einflussreiche Zeitung im osmanischen Reich. Er schloss sich vorübergehend den Jungosmanen an und musste 1865 nach Paris ins Exil gehen. Die Leitung der Tasvir-i Efkâr übertrug er seinem Mitarbeiter Namık Kemal. Şinasi kehrte erst kurz vor seinem Tod nach Istanbul zurück.
İbrahim Şinasi gilt als literarischer Pionier. Er gab als Erster eine Sammlung türkischer Sprichwörter heraus und schrieb das erste osmanische Theaterstück. Vor seinem Tod arbeitete er an einem Türkisch-Wörterbuch, das er allerdings nicht mehr fertigstellen konnte. Nach Angaben der Großloge der Freien und Angenommenen Maurer der Türkei war er Freimaurer.

## Werke
- Tercüme-i Manzume (1859, Übersetzung von Gedichten aus dem Französischen von La Fontaine, Lamartine, Gilbert und Racine)
- Şairin evlenmesi (1860, Theaterstück)
- Durub-i Emsal-i Osmaniye (1863, Sprichwörtersammlung)
- Müntahabat-i eş'ar (1863)